# Chrysopa annularis
Chrysopa annularis är en insektsart som beskrevs av Navás 1921. Chrysopa annularis ingår i släktet Chrysopa och familjen guldögonsländor. Inga underarter finns listade i Catalogue of Life.